# Викорст, Эммануил Осипович
Эммануил Осипович (Иосифович) Викорст (1827—1896) — офицер Российского императорского флота, контр-адмирал (1885). Участник Крымской войны, обороны Севастополя.

## Биография
Викорст Эммануил Осипович происходил из дворян Лифляндской губернии. Родился 1 апреля 1827 года в Таврической губернии в семье капитана 1-го ранга Осипа (Иосифа) Ивановича Викорста (1773—1835) и его жены Марии Николаевны Балданевой — дочери коллежского асессора. В семье было 11 детей: пять дочерей и шесть сыновей. Пять сыновей стали военными моряками: Эммануил — контр-адмиралом, Дмитрий и Иван — капитанами 1 ранга, Николай — капитаном 2 ранга, Егор — лейтенантом, погиб при защите Севастополя в 1855 году.
25 января 1843 года определён в гардемарины Черноморского флота на собственном содержании. В 1843—1844 годах на линейных кораблях «Двенадцать Апостолов» и «Трёх Иерархов» крейсировал в Чёрном море. 7 апреля 1846 года произведён в мичманы с назначением на Балтийский флот. В 1846—1848 годах служил на линейных кораблях «Остроленка» и «Император Пётр I», затем на корвете «Львица», плавал в Балтийском море. В 1849 году переведён на Черноморский флот.
В 1849—1852 годах на бриге «Персей», шхуне «Смелая» и фрегате «Флора» крейсировал у восточного берега Чёрного моря. 30 марта 1852 года произведён в лейтенанты. В 1852 и 1853 годах на бриге «Персей» перешёл из Севастополя в Константинополь, а оттуда плавал в Архипелаг и обратно. Был в составе экипажа брига «Персей» во время передачи корабля греческим представителям (бриг был продан греческому правительству) в Заре в 1854 году. После этого в 1854 году на фрегате «Флора» был на севастопольском рейде.

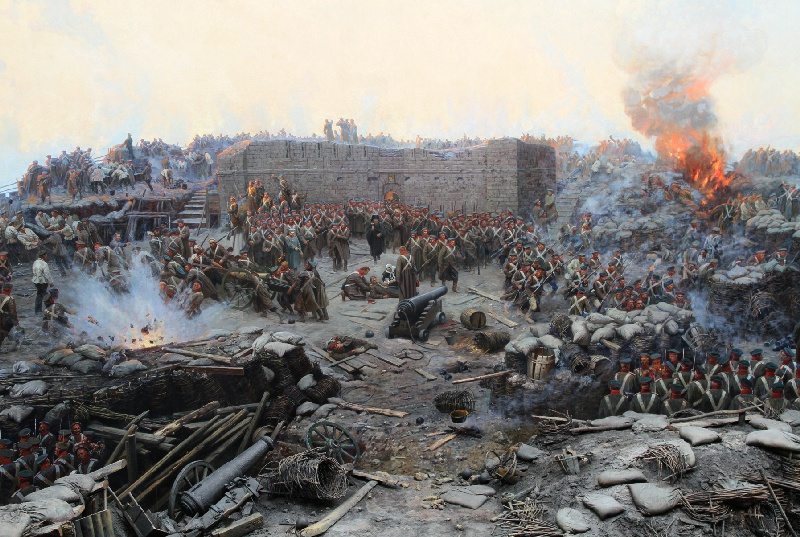
Оборона Севастополя (Франц Рубо)

С 13 сентября 1854 года лейтенант 43-го флотского экипажа Эммануил Викорст состоял в гарнизоне Севастополя, командовал батареей на 6-м бастионе оборонительной линии, был контужен в голову и щеку. За оборону Севастополя был награждён орденами: Святой Анны 3 степени с мечами и Святой Анны 4 степени «за храбрость» .
В 1857 году командуя шхуной «Суджук-кале», плавал по реке Буг и Днепровскому лиману. В 1858 и 1859 года на линейном корабле «Синоп» перешёл из Николаева в Кронштадт. В 1859 году награждён орденом Святого Станислава 3 степени. В 1861 году командуя пароходом «Алушта», ходил по рекам Буг, Днепр и Днепровскому лиману. За выслугу 25-ти лет в офицерских чинах награжден орденом Святого Владимира 4 степени с бантом.
1 января 1862 года произведён в капитан-лейтенанты. Командуя парусно-винтовой шхуной «Алушта», состоял в распоряжении дунайской комиссии. В 1863 году награждён орденом Святого Станислава 2 степени. На императорской яхте «Тигр» в должности флаг-офицера при главном командире николаевского порта, ходил по черноморским портам. В следующем году, командуя парусно-винтовой шхуной «Алушта» состоял в распоряжении той же комиссии и ходил по Дунаю. В 1865 и 1866 года капитан-лейтенант 1-го Черноморского сводного флотского экипажа Э. Викорст командовал винтовым корветом «Вепрь», крейсировал в Чёрном море у абхазских берегов.
В 1869 году состоял временным членом военно-морского суда при николаевском порте. 1 января 1870 года произведён в капитаны 2 ранга. В 1870 и 1871 годах командовал пароходом «Тамань», находясь при посольстве в Константинополе, был пожалован турецким орденом Меджидие 2 степени. В 1872 году награждён орденом Святой Анны 2 степени. 1 января 1873 года произведён в капитаны 1 ранга, назначен командиром корвета «Память Меркурия», на котором до 1876 года плавал с юнкерами флота в Чёрном море. В 1873 году был зачислен в состав 1-го черноморского флотского Его Императорского Высочества генерал-адмирала экипажа. В 1875 году награждён орденом Святого Владимира 3 степени.
3 марта 1877 года назначен помощником по морской части начальника обороны Керчи и заведующим судами и морскими средствами, 18 апреля — начальником отряда судов в Керчи. В 1877 и 1878 годах имел свой брейд-вымпел последовательно на шхунах «Пицунда», «Псезуале» и «Редут-кале». В 1878 году пожалован подарком по чину с вензелевым изображением Высочайшего имени. В 1879 году командуя корветом «Память Меркурия» плавал с юнкерами флота в Чёрном море. 2 апреля 1880 года назначен инспектором училища для дочерей нижних чинов Морского ведомства в Николаеве. В 1881 году вновь пожалован подарком по чину с вензелевым изображением имени Его Величества.
1 сентября 1882 года отчислен от должности инспектора училища. 20 сентября 1883 года назначен начальником отряда миноносок Черноморского флота. На пароходе «Эриклик» плавал в Чёрном море. 11 февраля 1885 года произведён в контр-адмиралы с назначением командиром 2-го черноморского флотского Его Королевского Высочества герцога Эдинбургского экипажа. 31 мая того же года назначен начальником отряда, состоящего из учебно-минного, всех миноносок и судов практического плавания. Имея свой флаг на крейсере «Память Меркурия», командовал отрядом судов в том же море. 27 апреля 1887 года уволен от службы.
Эммануил Осипович на протяжении ряда лет сотрудничал с Севастопольской морской офицерской библиотекой, в 1858 и 1860 годах был членом ревизионной комиссии, в 1863 году принимал участие в подписании её устава, а в 1868—1869 и 1872 годах был членом комитета директоров библиотеки, в 1881 году состоял в комитете директоров уже Николаевской морской библиотеки.
Эммануил Осипович Викорст умер 29 февраля 1896 года, похоронен в Николаеве на Аллее адмиралов. Могила до наших дней не сохранилась. После смерти Э. О. Викорста семья переехала в Харьков.

## Семья
Эммануил Осипович Викорст был женат на Елене Давидовне (?-27.09.1887), дочери контр-адмирала Давида Давидовича Иванова. Викорст как участник обороны Севастополя числился «Севастопольским героем», благодаря чему его дети учились за «казённый кошт». В браке родились дочери Софья (1875—1967) и Зинаида (1877—1966), и четыре сына:
- Николай (1873—1944) — контр-адмирал.
- Константин (1879-?) — морской офицер, участник русско-японской войны и Цусимского сражения, во время которого попал в плен к японцам.
- Михаил (1881-?) — умер от тифа.
- Дмитрий (1884-?) — участник Первой мировой войны, попал в плен, после освобождения жил в Харькове.